# Unter falscher Flagge (Album)
Unter falscher Flagge ist das zweite Studioalbum der Band Die Toten Hosen. Es wurde von Jon Caffery produziert und 1984 von Virgin Records veröffentlicht. Zuvor hatten Streitigkeiten zum Bruch mit dem Label EMI geführt.

## Cover

„His Masters Voice“

Wegen des Covers setzten sich unmittelbar nach der Veröffentlichung die Streitigkeiten mit der EMI fort. Auf dem Bild posiert die Band, verkleidet als Piraten, auf einem Schiff vor dem Düsseldorfer Rheinturm. Am Bug des Schiffes ist eine schwarze Flagge angebracht. In der ersten Version ist sie mit einer Grafik von Michael Roman bemalt. Sie zeigt ein Hundegerippe, das vor einem Grammophon sitzt. EMI interpretierte dieses Symbol als Verunglimpfung ihres Wahrzeichens His Master’s Voice. Der Band wurde gerichtlich untersagt, diese Version des Covers weiter zu verbreiten, und die Platte wurde vorerst mit fast vollständig geschwärztem Cover verkauft und einem Sticker „zensiert“ versehen. Einigen, für Promotionzwecke verteilten Platten lag jedoch ein Foto Campinos bei, wie er in Hundehaltung vor einem Grammophon kniet. Mit der späteren Veröffentlichung als CD entstand eine dritte Version des Covers. Das Bild entspricht zum größten Teil der ersten Fassung, jedoch trägt die schwarze Flagge einen gezeichneten knöchernen Adler. Die Persiflage auf den deutschen Bundesadler ist bis heute zusammen mit dem grinsenden Totenkopf ein gängiges Emblem der Band. Die Neuauflage des Albums zum 25. Jubiläum der Band im Jahr 2007 zeigt auf der Frontseite wieder das ursprüngliche Coverbild mit einem Hundegerippe auf der Fahne.
Auf dem Rumpf des Piratenschiffes stehen in Großbuchstaben die Worte „Fiat Volumtas“, die dem lateinischen Vaterunser entnommen sind und „Dein Wille geschehe“ bedeuten. 

## Titelliste
1. Spiel mir das Lied vom Tod – 2:19 (nach Ennio Morricones Filmmusik)
2. Liebesspieler – 2:50 (Musik: Andreas von Holst, Michael Breitkopf, Campino / Text: Campino)
3. Letzte Wache – 3:18 (von Holst, Breitkopf, Campino, Andreas Meurer / Campino)
4. Der Abt von Andex – 3:12 (Trimpop, Campino, von Holst, Breitkopf / Campino, Meurer)
5. Der Mord an Vicky Morgan – 3:32 (Trimpop, Campino, von Holst, Breitkopf, Meurer / Trimpop, Campino, Meurer)
6. Im Hafen ist Endstation – 4:16
7. Unter falscher Flagge – 4:12 (Trimpop, Campino, von Holst, Breitkopf / Trimpop, Campino, Meurer / Sprecher: Hans Paetsch)
8. Sekt oder Selters – 3:56 (Trimpop, Campino, von Holst, Breitkopf, Meurer / Campino)
9. Der Schandfleck – 2:56 (Campino, von Holst, Breitkopf / Campino)
10. Betrunken im Dienst – 2:20 (Trimpop, Frege, von Holst, Breitkopf, Meurer / Trimpop, Frege, Meurer)
11. Shake Hands – 2:13 (Cover von Drafi Deutscher, Musik und Text: Heino Gaze / Joachim Relin)
12. Warten auf Dich – 3:40 (Trimpop, Campino, von Holst, Breitkopf / Campino)
13. Im Hafen ist Endstation 2 – 1:12[2]

## John Peel Session
Im Juli 1984 nahm die Band eine Einladung des BBC-Moderators John Peel nach London an. Dort entstand eine John Peel Session, die im Jahr 1984 als B-Seite der Single Liebesspieler veröffentlicht wurde. Der Auftritt bei Peel markiert den Beginn der internationalen Karriere der Band.

## Hintergrund und Bedeutung der Liedtexte
Das Album wird mit der Musik aus dem Film Spiel mir das Lied vom Tod von Ennio Morricone eingeleitet. In der Tat nimmt ein Großteil der Texte Bezug auf das Thema Tod.
Das Lied Die letzte Wache handelt von den Gedanken eines Menschen am Totenbett seines Freundes, von dem er sich nicht verabschieden konnte, obwohl er ihm noch so viel zu sagen gehabt hätte. Betrunken im Dienst ist „der Tod“ als Person. Er verliert das Wettsaufen mit einem seiner Klienten, welcher dadurch seinem Schicksal nochmal entrinnen kann. In Der Mord an Vicky Morgan geht es um den Todesfall einer Prostituierten, die ihre finanzkräftigen Freier im Freundeskreis von Ronald Reagan hatte. Laut Aussage des Liedtexts wurde der Fall niemals aufgeklärt, weil die CIA sämtliche Beweise habe verschwinden lassen.
Die Titel Im Hafen ist Endstation, Unter falscher Flagge und Im Hafen ist Endstation 2 gehören dramaturgisch zusammen. Dazwischen erzählt Hans Paetsch das Märchen von den „Toten Hosen“, die auf der Flucht vor Durst und Tod in See stechen um die Schnapsinsel zu suchen. Die Aufnahmen dazu entstanden an einem Nachmittag in Paetschs Haus in Hamburg.
Liebesspieler handelt von den Erlebnissen eines Mannes, der auf der Galopprennbahn alles auf ein Pferd setzt, um einem Mädchen zu imponieren. Das Pferd mit dem Namen „Liebesspieler“ unterliegt jedoch knapp den Konkurrenten „Speed King“ (Erster) und „Mozartkugel“ (Zweiter). Die Begleitung lässt den Erzähler enttäuscht und allein auf der Bahn stehen. Der Abt von Andex hingegen hat keine Schwierigkeiten Sex-Gespielinnen zu finden und lässt sich unter dem Motto: „Kann denn Liebe Sünde sein?“ ständig mit Nonnen ein, obwohl die Kirche es ihm verbietet.
Die Hauptfigur in Sekt oder Selters steht vorm Traualtar mit der Braut, die er geschwängert hat. Er trauert um die Zeiten, in denen er noch ungebunden mit vielen Mädchen verkehren durfte und mit den Jungs um die Häuser ziehen konnte. Er fühlt sich wie auf dem Schafott und möchte am liebsten fliehen. Die Familie zwingt ihn jedoch zur Heirat.
Im Lied Schandfleck geht es um einen geisteskranken Menschen, den die Familie in die geschlossene Anstalt abschiebt, um sich nicht mehr um ihn kümmern zu müssen. Shake Hands ist ein schnell gespieltes Cover eines deutschen Schlagers, den Drafi Deutscher 1964 zum ersten Mal veröffentlichte.

## Musikvideos
- Unter falscher Flagge: Die Band ist als Piraten verkleidet auf einer Rheinfähre in Düsseldorf zu sehen.
- Im Hafen ist Endstation: Die Toten Hosen werden als Matrosen unter Deck eines heruntergekommenen Schiffes gezeigt.

## Tournee
Die Tour zum Album führte die Band von Ende November 1984 bis Oktober 1985 durch 80 Klubs und kleinere Hallen in Deutschland. Unter anderen gab sie drei Konzerte in der Batschkapp in Frankfurt und zwei Konzerte im Alabama in München, oder spielte im überfüllten Alten Wartesaal in Köln und gab hintereinander vier ausverkaufte Konzerte in Berlin.

## Neuauflage 2007
Zum 25. Jubiläum der Band wurde unter anderen Unter falscher Flagge neu aufgelegt und sämtliche Stücke remastert. Es enthält zusätzlich einige Demobänder aus der damaligen Zeit, die Stücke aus der John Peel Session mit den Originalansagen und mehrere Lieder aus Der Formel Eins Film aus dem Jahr 1985 von Wolfgang Büld.

### Zusatztitel
1. Spiel mir das Lied vom Tod – 1:14
2. Es ist vorbei – 2:27 (Campino, von Holst / Campino, Meurer, Trimpop)
3. Till to the Bitter End – 2:48 (Campino)
4. Seafever – 3:38 (Breitkopf, Campino, von Holst, Meurer, Trimpop / Campino)
5. Hofgarten – 1:41 (Breitkopf, von Holst, Meurer / von Holst)
6. Hip Hop Bommi Bop – 4:26 (Breitkopf, Campino, von Holst, Meurer, Trimpop / Meurer, Trimpop)
7. Faust in der Tasche – 3:55 (Campino, von Holst / Campino)
8. Head over Heels – 4:05 (Trimpop / Campino)
9. La Historia del Pescador Pepe – 3:17 (Breitkopf, Campino, von Holst, Meurer, Trimpop / Campino)
10. Schöne Bescherung – 2:23 (Breitkopf, Campino, von Holst, Meurer, Trimpop / Campino)
11. Vom Surfen und vom Saufen – 2:49 (Breitkopf / Campino)
12. Der Schandfleck – 2:43 (Breitkopf, Campino, von Holst / Campino)
13. Unter falscher Flagge – 3:58 (Breitkopf, Campino, von Holst, Trimpop / Campino, Meurer, Trimpop)